# Archiphysalis sinensis
Archiphysalis sinensis là loài thực vật có hoa trong họ Cà. Loài này được (Hemsl.) Kuang mô tả khoa học đầu tiên năm 1966.